# Траве (село)
Тра́ве (официално), или Треве, е село в Южна България. То се намира в община Баните, област Смолян.

## География
Село Траве е разположено в планински район.